# هوراس كلارنس بوير
هوراس كلارنس بوير (بالإنجليزية: Horace Clarence Boyer)‏ هو مغني أمريكي، ولد في 28 يوليو 1935 في وينتر بارك، فلوريدا في الولايات المتحدة، وتوفي في 21 يوليو 2009 في أميرست في الولايات المتحدة.